# Запорожье (регион)

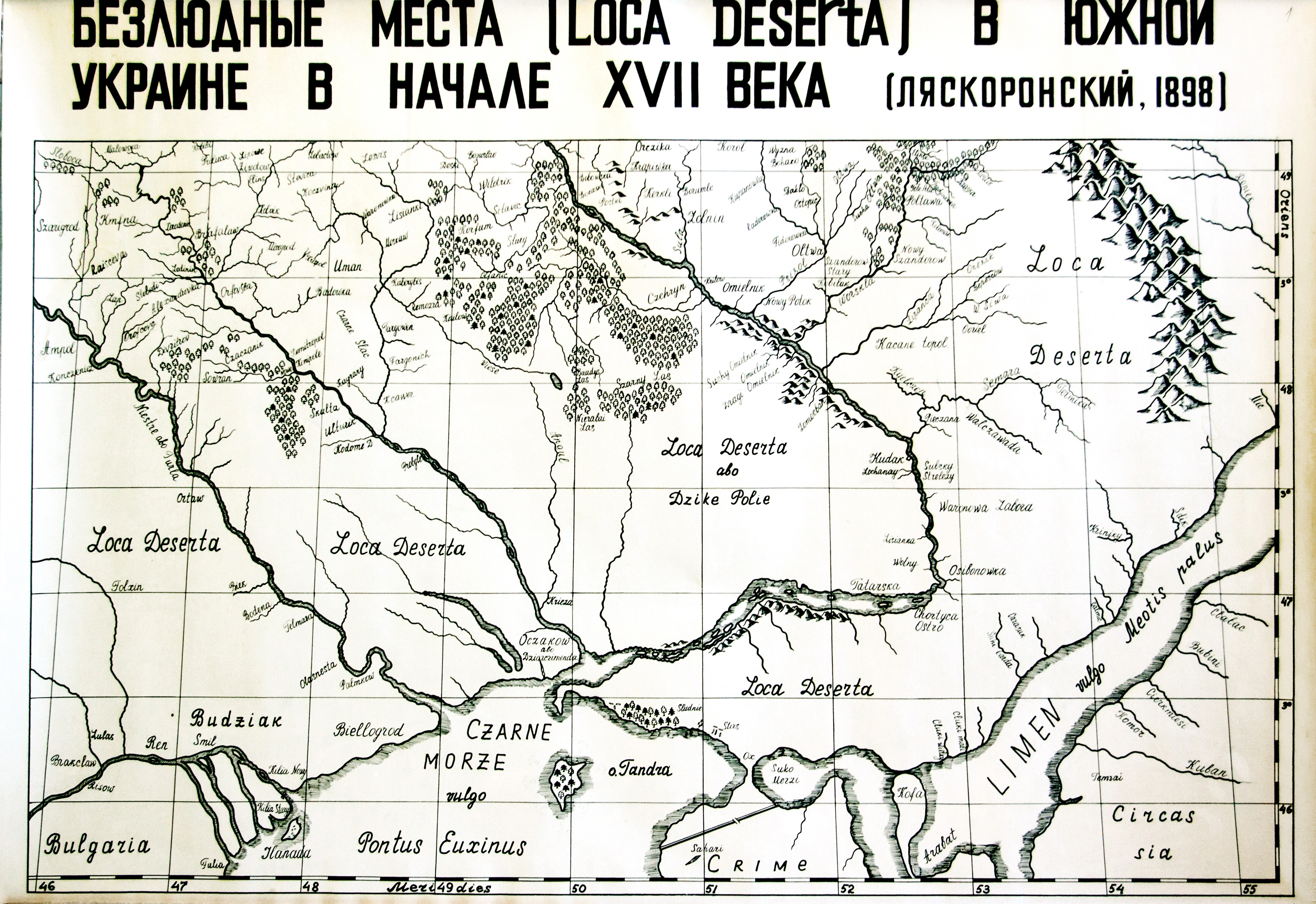
Безлюдные места в южной Украине в начале XVII века, Ляскоронский, 1898 год.

Запоро́жье (укр. Запоріжжя),  исторический регион современной Украины.
В разные времена, с XVI века по XVIII век, охватывал различные территории современных Днепропетровской, Запорожской, Кировоградской, Донецкой, Херсонской, Луганской и Николаевской областей.

## Этимология
Слово «Запорожье», средний род, происходит от „место за порогом, за порогами“, здесь речными порогами в среднем течении Днепра (Днепровские пороги). Земли, которые находились южнее излучины реки Днепр, «за порогами», получили название «запорожских», а местность — «Запорожье». То есть этимология названия региона указывает на то, что регион осваивали с севера на юг.

## История
Изначально регион Запорожье охватывал небольшую территорию «за порогами» вдоль реки Днепр, на границах Русского царства, Речи Посполитой и Крымского ханства. Этот регион находился на так называемом Диком Поле, буферной зоне между тремя вышеупомянутыми государствами.
Со второй половины XVII века Запорожьем называли владения Войска Запорожского Низового с центром в Сечи (Сечь Запорожская), то есть территория, простиравшаяся от Южного Буга на западе до Северского Донца на востоке.
В средине XVIII века на севере запорожских степей была создана Новая Сербия.
Для защиты Новороссийского края и Запорожья от крымских татар, в 1770 году, Российской империей была устроена Днепровская линия.
После ликвидации Запорожской Сечи в 1775 году Запорожье вошло в состав Новороссийской губернии.